# Archives des organisations sociopolitiques de Moldavie
Les Archives des organisations socio-politiques de Moldavie (en roumain, Arhiva organizațiilor social-politice a Republicii Moldova, ou AOSPRM) sont une institution archivistique, rattachée au Service d'État des archives de Moldavie. Leurs fonds sont principalement composés des archives de l'ancien Parti communiste de Moldavie, au pouvoir dans cette ancienne république soviétique de sa création, à la fin de 1924, jusqu'à la dissolution de l'Union des républiques socialistes soviétiques (URSS) en 1991. Ils contiennent près d'un demi-million de documents.

## Constitution et histoire
C'est en janvier 1925 qu'une décision du Comité régional du Parti de la république autonome de Moldavie crée un Institut d'histoire du Parti (Istpart). C'est d'abord la Direction générale des archives de la république autonome qui prend en charge la fonction archivistique de l'Istpart, dans un contexte général de pénurie et de financements limités. Il faut attendre 1934 pour que soient nommés les premiers employés permanents pour les archives du Parti en Moldavie. À la veille de la Seconde Guerre mondiale, les archives contiennent près de 150 fonds et 30 000 dossiers. Au début du conflit, l'ensemble des fonds est évacué dans la ville d'Ouralsk, au Kazakhstan actuel. En 1948, il est converti en Institut d'histoire du Parti auprès du Comité central du PC moldave et devient par la même occasion une filiale républicaine de l'Institut Marx-Engels-Lénine.

## Activités de l'Institut d'histoire du Parti à l'époque soviétique
Comme tous les Instituts d'histoire du Parti, celui de Chişinau développe une activité aux confins entre archivistique, recherche historique et propagande politique. L'Institut se consacre d'abord à la collecte d'archives liées à l'histoire du mouvement communiste à la fin de la période tsariste et dans l'entre-deux-guerres, lorsque les communistes sont contraints à la clandestinité en Bessarabie roumaine. Il s'agit bien de « créer de nouvelles sources », en rassemblant des témoignages, mémoires, archives personnelles, mais aussi en rassemblant des copies d'archives officielles éparses. Plusieurs recueils de documents glorifiant la lutte des communistes de Bessarabie paraissent à partir des années 1960.

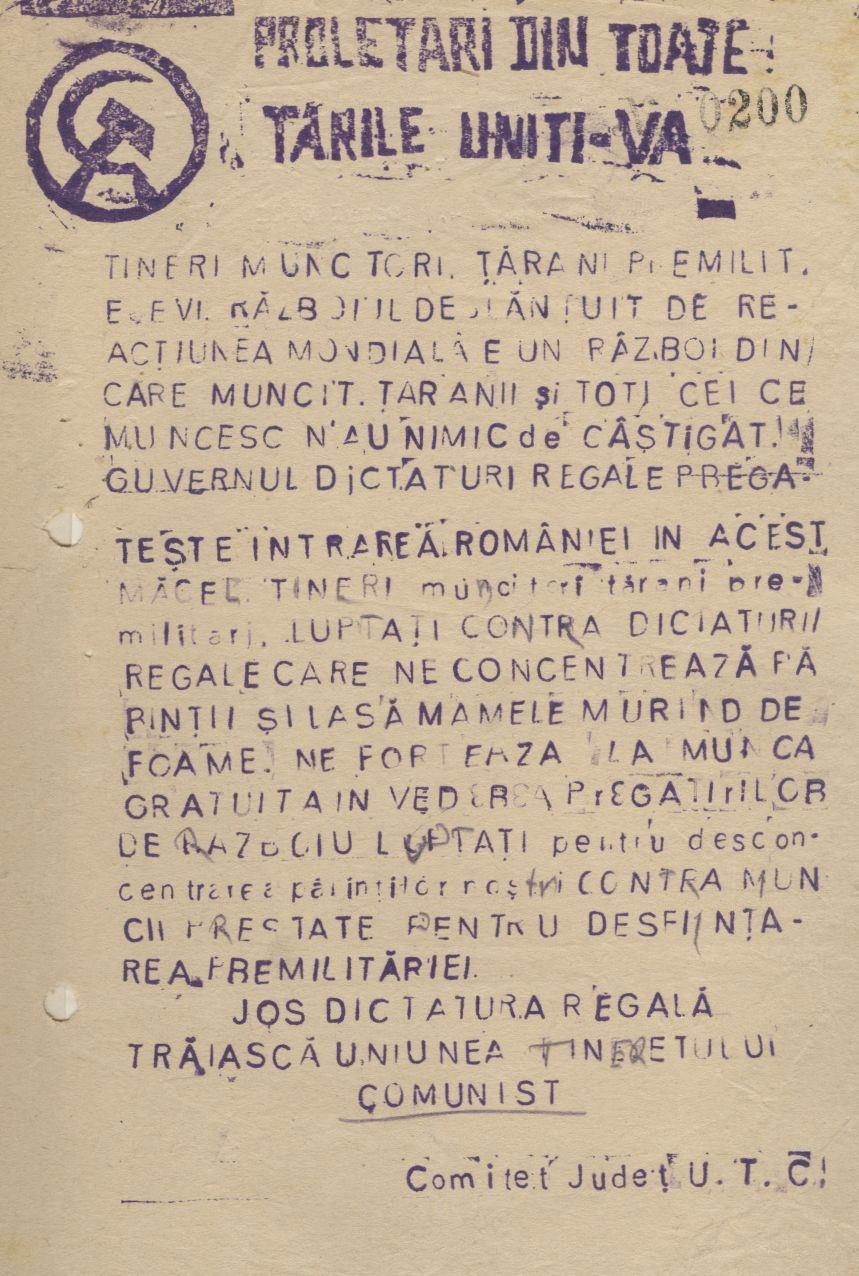
Manifeste communiste contre la dictature royale en Roumanie, Bessarabie, 1940

L'importance de l'Institut d'histoire du Parti moldave découle notamment de la polémique qui oppose, pendant plusieurs décennies, communistes roumaines et soviétiques autour de la question moldave. La rupture survenue en 1964 entre Roumains et Soviétiques mêle à la fois désaccords sur la planification économique au sein du CAEM et conflits de nature politique et historique. Les Roumains rappellent ainsi aux Soviétiques la disparition de l'or de la Banque nationale de Roumanie en 1917-1918 et évoquent surtout la question de Bessarabie, occupée par les Soviétiques à la fin de juin 1940 . Dès lors, la défense de la spécificité moldave contre le nationalisme roumain devient un des objectifs des institutions de la RSS moldave, à commencer par l'Institut d'histoire du Parti et l'Académie des sciences.
C'est à la fin des années 1970 qu'est construit le bâtiment des archives, afin d'accueillir le volume croissant des archives et le personnel scientifique de l'institution, grâce à un financement spécial du Parti communiste.

## Héritage après 1991 et accessibilité
Dès 1988, l'Institut d'histoire du Parti change de nom, pour devenir l'Institut de recherches socio-politiques auprès du Comité central du PCM. Cette conversion dans le contexte de la Perestroïka n'empêche pas la disparition de l'Institut en 1991, lors de l'indépendance de la Moldavie. Les anciennes archives sont contraintes à la cohabitation avec diverses institutions publiques et la plus grande partie du bâtiment est désormais occupée par le ministère de la Justice de Moldavie. Au cours des années 1990, certains documents concernant les événements de 1989-1991 sont retirés des archives et placés dans des dépôts spéciaux du gouvernement moldave.
À la fin des années 2000, les autorités moldaves initient un processus de réflexion historique sur le passé communiste, marqué par la création d'une commission spéciale (en) consacrée aux crimes du communisme en janvier 2010. Cette commission s'inspire en partie du précédent roumain, où l'historien Vladimir Tismăneanu a dirigé une commission présidentielle sur le passé communiste. Comme en Roumanie, les travaux de la commission s'accompagnent d'un mouvement de déclassification de documents  auparavant confidentiels.

## Fonds archivistique
Les fonds les plus importants de l'AOSPRM sont constitués par les collections du Parti communiste moldave. Jusqu'en 1940, le Parti moldave n'est qu'une subdivision du Parti communiste d'Ukraine, la Moldavie n'étant qu'une république autonome au sein de l'Ukraine soviétique. Le Parti y est alors dirigé par un Comité régional (Fonds 49). La fondation de la République soviétique socialiste de Moldavie entraîne l'émancipation du Parti communiste moldave, désormais dirigé par un Comité central indépendant (Fonds 51). Les archives des principaux comités municipaux du Parti, pour les villes de Chișinău (Fonds 12), Bălți (Fonds 43) et Tiraspol (Fonds 32) y sont également conservés.[réf. nécessaire]
Le second ensemble de fonds est composé par les archives du mouvement de jeunesse communiste lié au Parti (Komsomol). Le comité régional du Komsomol moldave (Fonds 41), ainsi que le comité central du Komsomol de Moldavie (Fonds 278). Ces fonds couvrent une grande variété de domaines liés d'une manière ou d'une autre à la jeunesse, de l'éducation au sport, en passant par la défense nationale ou la mobilisation de la jeunesse de Moldavie dans des campagnes telles que celle des terres vierges au Kazakhstan, dans les années 1950.[réf. nécessaire]
L'AOSPRM contient en outre les archives de différentes organisations sociales de Moldavie communiste, à commencer par le Conseil des syndicats de la république (Fonds P-3029), mais aussi des associations sportives, culturelles et scientifiques. On y trouve par exemple les fonds du Comité central de la Croix-Rouge de RSSM (Fonds P-3042) et celui de la Société moldave d'amitié et de relations culturelles avec les pays étrangers, fondée en 1958 pour développer la politique d'influence soviétique à l'international (Fonds P-2717). Les Archives contiennent enfin des documents relatifs aux organes de presse du régime soviétique en Moldavie, aux Éditions du Comité central moldave (Fonds 930) et à l'Institut d'histoire lui-même (Fonds 90).